# Каєйрас
Каєйрас (порт. Caieiras) — місто і муніципалітет бразильського штату Сан-Паулу. Складова частина міської агломерації Великий Сан-Паулу, однойменного мезорегіону та економіко-статистичного мікрорегіону Франку-да-Роша. Населення становить 95 тис. чоловік (2007 рік, IBGE), муніципалітет займає площу 95,8 км².
| Бразилія | Це незавершена стаття з географії Бразилії. Ви можете допомогти проєкту, виправивши або дописавши її. |